# Antispyware
Un antispyware è un programma il cui scopo è quello di cercare ed eliminare dal sistema, tramite un'apposita scansione, spyware, adware, keylogger, trojan e altri malware. Le funzioni di questi  programmi sono simili a quelle degli antivirus anche se bisogna stare sempre attenti a non confonderli con essi. Come gli antivirus, anche gli antispyware necessitano di costante aggiornamento del database delle definizioni per trovare anche gli ultimi spyware.

## Spyware
Uno spyware è un malware, ovvero un programma software malevolo, specializzato nella raccolta dati contro le norme della privacy. Uno spyware è considerato come tale solo quando viola le condizioni d'uso di un sistema operativo o di un software del quale è un componente.

## Programmi antispyware
- Ad-Aware SE Personal Edition
- AdwCleaner
- Emsisoft Anti-Malware
- Malwarebytes' Anti-Malware
- HijackThis
- IObit Malware Fighter
- Norman Malware Cleaner
- Spybot - Search and Destroy
- SpywareBlaster
- Spyware Terminator
- SUPERAntiSpyware
- Windows Defender